# Frontière entre la Moldavie et l'Ukraine
La frontière terrestre entre l’Ukraine et la République de Moldavie est une frontière internationale longue de 939 kilomètres qui délimite les territoires de l'Ukraine et de la République de Moldavie.

## Historique

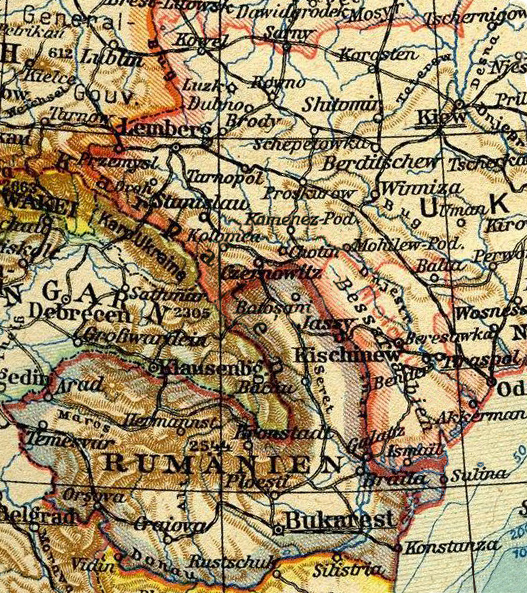
La première version de la frontière entre la Moldavie et l’Ukraine soviétiques du 28 juin 1940.

Le tracé actuel date de 1946 et c’est la troisième version.
Une première version de la nouvelle République socialiste soviétique moldave, englobe, à partir du 28 juin 1940, la Bessarabie auparavant roumaine (moins le județ de Hotin), que l’URSS venait d’occuper en application du protocole secret du pacte Hitler-Staline, et la République autonome socialiste soviétique moldave, qui appartenait auparavant à la République socialiste soviétique d’Ukraine, délimitant ainsi du 28 juin 1940 au 2 août 1940, pendant 5 semaines, une superficie de 48 928 km2.
Une deuxième version tracée le 2 août 1940 diminue d’environ 40% la surface de la nouvelle RSS moldave, et la prive des quatre ports de Reni, Izmail, Chilia/Kiliya et Cetatea Albă/Bilhorod-Dnistrovskyi en rattachant à l’Ukraine de larges portions de territoire à l’est (les deux tiers de l’ancienne République autonome moldave) et au sud (région du Bougeac), selon un tracé assez proche de l’actuel, délimitant une superficie d’environ 28 250 km2. L’opération Barbarossa annule de facto ces dispositions et le pays est à nouveau rattaché à la Roumanie, cette fois alliée au Troisième Reich, de juillet 1941 au 20 août 1944.
Le troisième tracé, toujours en vigueur à un détail près (voir Échange territorial entre la Moldavie et l'Ukraine), augmente légèrement la surface de la RSS moldave au nord et au sud, délimitant, depuis 1946, une superficie de 33 843 km2. Il est aussi beaucoup plus long que les précédents car il présente de nombreux zigzags qui recoupent à plusieurs reprises routes et voies ferrées (voir plus bas les difficultés générées).

## Caractéristiques
La frontière moldo-ukrainienne a pour extrémité septentrionale un tripoint où convergent les frontières ukraino-roumaine et moldo-roumaine, à 4 km. à l'est du village de Mămăliga en Ukraine, sur la rivière Prut. De là, elle suit un tracé tantôt terrestre, tantôt fluvial dans le lit du Dnister/Nistru qu'elle chevauche par deux fois jusqu'à 2 km des rives de son liman. Ce tracé qui sépare les communes à majorité roumanophone en 1940 de celles à majorité ukrainienne, russe ou autre, partage entre la Moldavie et l'Ukraine l'ancienne Bessarabie (un tiers pour l'Ukraine) et l'ancienne Podolie (un dixième pour la Moldavie, appelé "Transnistrie"), en suivant une direction d'abord ouest-est du Prut au fleuve Dnister/Nistru, puis nord-ouest/sud-est le long de ce fleuve, puis nord-est/sud-ouest d liman du Dnister/Nistru jusqu'à un tripoint qu'elle forme avec les frontières entre la Roumanie et la Moldavie et entre la Roumanie et l'Ukraine, sur le Danube, à 340 m en aval de la confluence du Prut, où depuis 1992 la frontière de facto se trouve 230 m à l'ouest de la frontière de jure située à 1 577 m en aval de la confluence du Prut, les 4,72 km2 du lieu-dit ”Rîpa de la Mîndrești” appartenant de facto à la ville ukrainienne de Reni, mais de jure à la commune moldave de Giurgiulești.

## Difficultés pratiques
Cette frontière, qui n'était initialement qu'une limite administrative à l'intérieur de l'URSS et n'a pas été conçue comme frontière internationale selon le principe de « viabilité des frontières » défini par Emmanuel de Martonne, recoupe à 7 reprises la voie ferrée Tchernivtsi-Mohyliv au nord du pays et à 6 reprises la voie Odessa-Reni au sud, ainsi que de nombreuses routes. Elle ne laisse à la Moldavie que 340 m de rivage danubien et coupe ce pays de tout accès à la mer Noire (liman du Dniestr) à 850 m près (alors que lors de sa première indépendance en 1917 la Moldavie avait 50 km de rivage danubien et 135 km de rivage maritime, avec 5 ports importants), tandis que le territoire ukrainien du Boudjak, grand comme deux départements français, n'est rattaché au reste de l'Ukraine que par une route traversant la Moldavie, et un pont ferroviaire à l'embouchure du Dniestr. Cela pose d'importants problèmes de circulation et de logistique qui ont fait émettre plusieurs propositions d'échanges territoriaux (par exemple la Transnistrie contre une partie du Boudjak, ou encore les rayons moldaves de Tiraspol et Slobozia contre le rayon ukrainien de Reni) dont aucune n'a abouti. Contrairement aux informations qui ont circulé dans divers média, l'échange plus limité entre une partie de la commune moldave de Palanca et une partie de la commune ukrainienne de Reni, proposé en 1997, globalement défini en 1999 et qui a fait l'objet d'un protocole additionnel en 2001, n'a jamais été mis en application, le statut du lieu-dit ”Rîpa de la Mîndrești” posant problème. Cet échange avait pour objet d'agrandir l'accès de la Moldavie au Danube tout en supprimant la traversée de la Moldavie par la route Odessa-Reni.